# Шпацир, Иоганн Готтлиб Карл
Иоганн Го́ттлиб Карл Шпаци́р (нем. Johann Gottlieb Karl Spazier; 20 апреля 1761, Берлин — 19 января 1805, Лейпциг; псевдоним: Карл Пильгер (нем. Karl Pilger) или нем. Carl) — германский философ

, богослов, духовный писатель, издатель, музыковед

, певчий и композитор, педагог, государственный служащий, гофмейстер.

## Биография
Родился в религиозной семье, его родители принадлежали к Чешским братьям. Среднее образование получил в геккеровском реальном училище и берлинской гимназии при Сером монастыре. Несмотря на отсутствие специального музыкального образования, с детства обладал хорошим голосом, поэтому ещё в юном возрасте стал певчим при берлинской церкви, а затем как певец-сопрано выступал при дворе Генриха Прусского во французских операх. С юности интересовался также философией, литературой и теорией музыки.
Высшее образование получил в университете Галле, где изучал философию и богословие. В философии был сначала сторонником вольфианства, позже обратился к сенсуализму и материализму. С 1784 по 1787 год преподавал в благотворительной школе в Дессау. В 1787 году был избран в Эрфуртскую академию наук. Тогда же он хотел занять место профессора философии на местном богословском факультете, однако другие преподаватели, враждебно к нему относившиеся, не позволили этому случиться. После этого Шпацир жил некоторое время в Марке, Вестфалия, затем путешествовал по германским государствам и Европе. В 1791 году осел в Нойвиде, где стал профессором философии и поступил на службу к местному князю, став его советником. После смерти князя переехал в Берлин, где стал содиректором торгового училища Шульца и преподавал в нём немецкий язык и гуманитарные науки, однако через два года был вынужден уйти в отставку по состоянию здоровья. В 1793 году основал музыкальную газету — «Berlinisch musikalische Zeitung», выходившую в течение года. В 1796 году получил степень доктора искусств от университета Галле. В 1796 или 1797 году женился. В октябре 1800 года переехал в Лейпциг, где основал «Zeitung für die elegante Welt». Скончался после непродолжительной болезни в 1805 году, оставив жену вдовой с четырьмя детьми.
Кроме целого ряда трудов по богословию, напечатал: «Ueber Kants Kritik der Urtheilskraft» (1798) и автобиографию «Karl Pilger’s Roman, seines Lebens von ihm selbst geschrieben. Ein Beitrag zur Erziehung und Cultur des Menschen» (1792—1796). Известен также своими трудами по истории музыки: «Etwas über Gluckische Musik» (Берлин, 1795); «Gretry’s Versuche über den Geist der Musik» (Лейпциг, 1800).